# Cantonul Auneuil
Cantonul Auneuil este un canton din arondismentul Beauvais, departamentul Oise, regiunea Picardia, Franța.

## Comune
| Comune                   | Populație (1999) | Cod poștal | Cod INSEE |
| ------------------------ | ---------------- | ---------- | --------- |
| Auneuil                  | 2 758            | 60390      | 60029     |
| Auteuil                  | 535              | 60390      | 60030     |
| Beaumont-les-Nonains     | 322              | 60390      | 60054     |
| Berneuil-en-Bray         | 756              | 60390      | 60063     |
| Frocourt                 | 514              | 60000      | 60264     |
| La Houssoye              | 589              | 60390      | 60319     |
| Jouy-sous-Thelle         | 817              | 60240      | 60327     |
| Le Mesnil-Théribus       | 678              | 60240      | 60401     |
| Le Mont-Saint-Adrien     | 626              | 60650      | 60428     |
| La Neuville-Garnier      | 254              | 60390      | 60455     |
| Ons-en-Bray              | 1 297            | 60650      | 60477     |
| Porcheux                 | 256              | 60390      | 60510     |
| Rainvillers              | 886              | 60155      | 60523     |
| Saint-Germain-la-Poterie | 402              | 60650      | 60576     |
| Saint-Léger-en-Bray      | 337              | 60155      | 60583     |
| Saint-Paul               | 1 423            | 60650      | 60591     |
| Troussures               | 153              | 60390      | 60649     |
| Valdampierre             | 880              | 60790      | 60652     |
| Villers-Saint-Barthélemy | 485              | 60650      | 60681     |
| Villotran                | 255              | 60390      | 60694     |